# Nagyszakácsi, Somogy
Nagyszakácsi  este un sat în districtul Marcal, județul Somogy, Ungaria, având o populație de 432 de locuitori (2011). 

## Demografie
Componența etnică a satului Nagyszakácsi
     Maghiari (89,43%)
     Romi (5,69%)
     Germani (4,07%)
     Necunoscut (0,81%)
     Alții (0,81%)
Componența confesională a satului Nagyszakácsi
     Romano-catolici (59,26%)
     Fără religie (12,04%)
     Necunoscută (27,08%)
     Alte religii (1,62%)
Conform recensământului din 2011, satul Nagyszakácsi avea 432 de locuitori. Din punct de vedere etnic, majoritatea locuitorilor (89,43%) erau maghiari, existând și minorități de romi (5,69%) și germani (4,07%). Apartenența etnică nu este cunoscută în cazul a 0,81% din locuitori.  Din punct de vedere confesional, majoritatea locuitorilor (59,26%) erau romano-catolici, cu o minoritate de persoane fără religie (12,04%). Pentru 27,08% din locuitori nu este cunoscută apartenența confesională.